# Steph De Lander
Stephanie De Lander (Melbourne, 21 gennaio 1997) è una wrestler australiana.

## Carriera

### Inizi (2017–2020)
De Lander cominciò la propria carriera nel wrestling nella Melbourne City Wrestling e nella Newcastle Pro Wrestling, lottando con il ring name "FaceBrooke".

### Impact Wrestling / Total Nonstop Action Wrestling (2023, 2024–presente)
Nel febbraio 2023 esordì nella Impact Wrestling come "Steph De Lander", versione abbreviata del suo vero nome. Nel suo primo match, il 9 febbraio a Impact!, si presentò come personaggio heel ed affrontò Jordynne Grace venendo sconfitta.
Il 28 marzo a TNA Impact!, con l'aiuto di Matt Cardona, con il quale si era alleata nel circuito indipendente, vinse un Eight-woman tag team match diventando la prima sfidante al titolo TNA Knockouts World Championship detenuto da Jordynne Grace. All'evento Rebellion, De Lander viene sconfitta da Grace.
Nel corso dell'estate 2024, De Lander sembra mostrare chiari segnali di un prossimo turn face quando comincia una relazione sentimentale (kayfabe) con il wrestler PCO, e nella puntata del 20 giugno di Impact, dichiara pubblicamente i suoi sentimenti d'amore verso di lui, spiegando quanto la gratifichi uscire con un ragazzo "normale" per una volta avendo frequentato in precedenza solo tipi "strani". I due escono a magiare un piatto di spaghetti al nero di seppia ma vengono interrotti dai First Class (AJ Francis & Rich Swann), che li aggrediscono entrambi. De Lander chiede a PCO di sposarla a Slammiversary, dopo la vittoria di quest'ultimo su AJ Francis per il TNA Digital Media Championship e il Canadian International Heavyweight Championship, e poi festeggia la conquista da parte di Nic Nemeth del TNA World Heavyweight Championship salendo sul ring insieme a PCO e a pochi altri wrestler. PCO e De Lander si "sposano" il primo agosto a Impact, con Rhyno e Xia Brookside come testimoni di nozze. Quando però stanno per baciarsi, arriva sul posto Matt Cardona che attacca PCO, gridando che De Lander è di sua "proprietà", con grande sconforto della ragazza. Il 22 agosto a Impact, De Lander viene inserita da Cardona in un mixed tag team match, dove insieme a Kon e Madman Fulton perde contro PCO, Rhyno e Xia Brookside. Nonostante la sconfitta, De Lander festeggia insieme a PCO, Rhyno e Brookside.
Dopo i postumi di un infortunio al collo, De Lander torna il 23 gennaio nel corso di una puntata di Impact, confrontandosi con Sami Callihan, dichiarando di essere il misterioso "23" che lo stava tormentando da tempo, e di essere entrata in possesso della cintura Digital Media Championship come conseguenza del suo "divorzio" da PCO. Poco dopo giunge il suo fidanzato nella vita reale, Mance Warner, che debutta in TNA aggredendo Callihan e alleandosi con De Lander, che quindi tornò ad essere una heel. De Lander detenne il Digital Media Championship per due mesi, prima che il Director of Authority Santino Marella disattivasse la cintura ed indisse un torneo per l'assegnazione del titolo TNA International Championship.

### All Elite Wrestling (2023)
Steph De Lander debuttò nella All Elite Wrestling (AEW) il 28 marzo 2023, nel corso di una puntata di AEW Dark, dove fu sconfitta da Marina Shafir.

## Vita privata
Nel 2019 De Lander ha rivelato la propria bisessualità.

## Titoli e riconoscimenti
- Melbourne City Wrestling
  - MCW Women's Championship (1)[11]
  - MCW Women's Championship Invitational Tournament (2019)[12]
- Newcastle Pro Wrestling
  - Newy Pro Women's Championship (1)[13]
  - Newy Pro Invictus Tournament Winner (2020)
- Premier Streaming Network
  - Premier Women's World Championship (1)[14]
- Total Nonstop Action Wrestling
  - TNA Digital Media Championship (1, finale)
- Venom Pro Wrestling
  - VPW Women's Championship (1)[15]
- World Series Wrestling
  - WSW Women's Championship (1)[16]
- Altri titoli
  - Women's Internet Championship (1)[17][18]